# 1967 – Sunshine Tomorrow
1967 - Sunshine Tomorrow es un álbum recopilatorio de la banda de rock estadounidense The Beach Boys, editado por Capitol Records el 30 de junio de 2017. Se centra en las grabaciones inéditas de finales de 1967, particularmente durante las sesiones dedicadas al álbum de estudio Wild Honey. Se incluye la primera mezcla estéreo completa del álbum, varias interpretaciones en vivo, momentos destacados de la sesión y material adicional originado de Smiley Smile (1967) y el inédito concierto fallido en vivo Lei'd in Hawaii. En 2017 se editaron en simultáneo dos álbumes digitales con material inédito de 1967, 1967 – Sunshine Tomorrow 2: The Studio Sessions y 1967 – Live Sunshine con ciento nueve grabaciones en vivo inéditas.

## Historia
El álbum, que se centra en las grabaciones de los Beach Boys post-SMiLE de 1967, incluye una nueva mezcla en estéreo de Wild Honey producida por los compiladores Mark Linett y Alan Boyd. Wild Honey mezclado en estéreo se editó individualmente en formato de disco de vinilo. El título de la publicación deriva de la canción de Wild Honey «Let the Wind Blow», que contiene la copla «take away their sorrows, give them sunshine tomorrow».

## Crítica
El crítico Stephen Thomas Erlewine de Allmusic, escribió que el álbum «se siente como un regalo: refuerza el argumento de que el período que siguió a Pet Sounds y SMiLE no fue menos creativo que esa edad de oro». Pitchfork dijo que «los encuentra disparando en varias direcciones creativas de inmediato para un hermoso y breve momento justo cuando su ola comenzó a retroceder... la magia de Sunshine Tomorrow es que los Beach Boys son todo esto a la vez: caótico y relajado, ingenuo y sofisticado, pop-orientado e íntimo. Brian está presente y se está escapando». El periodista musical Tim Sommer creyó que la nueva mezcla estereofónica transformaba a Wild Honey de una «plana y peculiar [...] idea de último momento de Smiley Smile» a una «profunda y agradable, humano, alegre, canturreando y rodando [álbum]».
Robert Ham, de Paste, supuso que el «objetivo del álbum es inspirar una revaluación colectiva de un período en la carrera de la banda, cuando todavía eran respetados críticamente y amados comercialmente, pero estaban luchando creativamente ... 1967 logra la humilde meta, pero apenas». Steve Marinucci de AXS caracteriza los álbumes originales como «confusos», y que «no hay mucho aquí para recomendar a los escuchas casuales, aunque ciertamente los oyentes más recalcitrantes serán atraídos por ella».

## Lista de canciones

### Disco 1
| Wild Honey mezcla estéreo |                                       |          |  |
| N.º                       | Título                                | Duración |  |
| 1.                        | «Wild Honey»                          | 2:45     |  |
| 2.                        | «Aren't You Glad»                     | 2:16     |  |
| 3.                        | «I Was Made to Love Her»              | 2:07     |  |
| 4.                        | «Country Air»                         | 2:21     |  |
| 5.                        | «A Thing or Two»                      | 2:42     |  |
| 6.                        | «Darlin'»                             | 2:14     |  |
| 7.                        | «I'd Love Just Once to See You»       | 1:49     |  |
| 8.                        | «Here Comes the Night»                | 2:44     |  |
| 9.                        | «Let the Wind Blow»                   | 2:23     |  |
| 10.                       | «How She Boogalooed It»               | 1:59     |  |
| 11.                       | «Mama Says» (mezcla en mono original) | 1:08     |  |

Todas las subsiguientes pistas eran inéditas oficialmente hasta la edición de 1967 – Sunshine Tomorrow (2017).
| sesiones de Wild Honey: septiembre – noviembre de 1967 |                                                        |          |  |
| N.º                                                    | Título                                                 | Duración |  |
| 12.                                                    | «Lonely Days» (versión alternativa)                    | 1:45     |  |
| 13.                                                    | «Cool Cool Water» (versión primaria alternativa)       | 2:08     |  |
| 14.                                                    | «Time to Get Alone» (versión primaria alternativa)     | 3:08     |  |
| 15.                                                    | «Can't Wait Too Long» (versión primaria alternativa)   | 2:49     |  |
| 16.                                                    | «I'd Love Just Once to See You» (versión alternativa)  | 2:22     |  |
| 17.                                                    | «I Was Made to Love Her» (sesión vocal)                | 1:35     |  |
| 18.                                                    | «I Was Made to Love Her» (versión larga)               | 2:35     |  |
| 19.                                                    | «Hide Go Seek»                                         | 0:51     |  |
| 20.                                                    | «Honey Get Home»                                       | 1:22     |  |
| 21.                                                    | «Wild Honey» (aspectos destacadas de la sesión)        | 5:39     |  |
| 22.                                                    | «Aren't You Glad» (aspectos destacadas de la sesión)   | 4:21     |  |
| 23.                                                    | «A Thing Or Two» (pista y coros)                       | 1:01     |  |
| 24.                                                    | «Darlin'» (aspectos destacadas de la sesión)           | 4:36     |  |
| 25.                                                    | «Let the Wind Blow» (aspectos destacadas de la sesión) | 4:14     |  |

| Wild Honey en vivo: 1967 – 1970 |                                                                    |          |  |
| N.º                             | Título                                                             | Duración |  |
| 26.                             | «Wild Honey» (en vivo Detroit, 17 de noviembre de 1967)            | 2:53     |  |
| 27.                             | «Country Air» (en vivo Detroit, 17 de noviembre de 1967)           | 2:20     |  |
| 28.                             | «Darlin'» (en vivo Pittsburgh, 22 de noviembre de 1967)            | 2:25     |  |
| 29.                             | «How She Boogalooed It» (en vivo Detroit, 17 de noviembre de 1967) | 2:43     |  |
| 30.                             | «Aren't You Glad» (en vivo 1970, locación desconocida)             | 3:12     |  |
| 31.                             | «Mama Says» (aspectos destacadas de la sesión)                     | 3:08     |  |

### Disco 2
| Smiley Smile sesiones: junio – julio de 1967 |                                                                     |          |  |
| N.º                                          | Título                                                              | Duración |  |
| 1.                                           | «Heroes and Villains» (pista de acompañamiento versión de sencillo) | 3:38     |  |
| 2.                                           | «Vegetables» (versión larga)                                        | 2:55     |  |
| 3.                                           | «Fall Breaks and Back to Winter» (mezcla alternativa)               | 2:28     |  |
| 4.                                           | «Wind Chimes» (sesión alternativa)                                  | 0:48     |  |
| 5.                                           | «Wonderful» (pista de acompañamiento)                               | 2:23     |  |
| 6.                                           | «With Me Tonight» (versión alternativa con introducción de sesión)  | 0:51     |  |
| 7.                                           | «Little Pad» (pista de acompañamiento)                              | 2:40     |  |
| 8.                                           | «All Day All Night (Whistle In)» (mezcla alternativa 1)             | 1:04     |  |
| 9.                                           | «All Day All Night (Whistle In)» (mezcla alternativa 2)             | 0:50     |  |
| 10.                                          | «Untitled» (Redwood)                                                | 0:35     |  |

| Lei'd in Hawaii "en vivo" álbum: septiembre de 1967 |                                                       |          |  |
| N.º                                                 | Título                                                | Duración |  |
| 11.                                                 | «Fred Vail Intro»                                     | 0:24     |  |
| 12.                                                 | «The Letter»                                          | 1:54     |  |
| 13.                                                 | «You're So Good to Me»                                | 2:31     |  |
| 14.                                                 | «Help Me, Rhonda»                                     | 2:24     |  |
| 15.                                                 | «California Girls»                                    | 2:30     |  |
| 16.                                                 | «Surfer Girl»                                         | 2:17     |  |
| 17.                                                 | «Sloop John B»                                        | 2:50     |  |
| 18.                                                 | «With a Little Help from My Friends»                  | 2:21     |  |
| 19.                                                 | «Their Hearts Were Full of Spring»                    | 2:33     |  |
| 20.                                                 | «God Only Knows»                                      | 2:45     |  |
| 21.                                                 | «Good Vibrations»                                     | 4:13     |  |
| 22.                                                 | «Game of Love»                                        | 2:11     |  |
| 23.                                                 | «The Letter» (pista alternativa)                      | 1:56     |  |
| 24.                                                 | «With a Little Help from My Friends» (mezcla estéreo) | 2:21     |  |

| Live in Hawaii: agosto de 1967 |                                |          |  |
| N.º                            | Título                         | Duración |  |
| 25.                            | «Hawthorne Boulevard»          | 1:05     |  |
| 26.                            | «Surfin'»                      | 1:40     |  |
| 27.                            | «Gettin' Hungry»               | 3:19     |  |
| 28.                            | «Hawaii» (toma de ensayo)      | 1:11     |  |
| 29.                            | «Heroes and Villains» (ensayo) | 4:45     |  |

| Thanksgiving tour 1967: Live in Washington D. C. y Boston |                                                                |          |  |
| N.º                                                       | Título                                                         | Duración |  |
| 30.                                                       | «California Girls» (19 de noviembre de 1967, Washington D. C.) | 2:32     |  |
| 31.                                                       | «Graduation Day» (19 de noviembre de 1967, Washington D. C.)   | 2:56     |  |
| 32.                                                       | «I Get Around» (23 de noviembre de 1967, Boston)               | 2:53     |  |

| Grabaciones de estudio adicionales 1967 |                                           |          |  |
| N.º                                     | Título                                    | Duración |  |
| 33.                                     | «Surf’s Up» (versión de 1967)             | 5:25     |  |
| 34.                                     | «Surfer Girl» (mezcla a cappella de 1967) | 2:17     |  |

## Listas
| Listas (2017)                  | Posición |
| ------------------------------ | -------- |
| Reino Unido (UK Albums Chart)  | 49       |
| Estados Unidos (Billboard 200) | 145      |